# St. Elmo (Colorado)
St. Elmo è una città fantasma della contea di Chaffee, Colorado, Stati Uniti. Fondata nel 1880, St. Elmo si trova nel cuore della catena di Sawatch, a 20 miglia (32 km) a sud-ovest di Buena Vista, a un'altitudine di 9,961 piedi (3,036 m). Quasi 2000 persone si stabilirono in questa città quando iniziò l'estrazione di oro e argento. L'industria mineraria iniziò a declinare nei primi anni 1920, e nel 1922 la ferrovia cessò il servizio. La comunità è iscritta al National Register of Historic Places come distretto storico. È una delle città fantasma meglio conservate del Colorado.

## Storia
In origine, St. Elmo era chiamata Forest City, ma in seguito il nome fu cambiato a causa dell'omonimia con molti altri centri abitati. Il nuovo nome derivò dall'omonimo romanzo che Griffith Evans, uno dei padri fondatori, stava leggendo in quel periodo.
La città giunse al proprio apice negli anni 1890, quando era dotata di un ufficio telegrafico, un negozio, un municipio, 5 hotel, saloon, sale da ballo, una redazione di un giornale e una scuola. La linea ferroviaria della Denver, South Park and Pacific Railroad attraversava St. Elmo. C'erano 150 richieste di miniere brevettate nell'area. La maggior parte delle persone che vivevano a St. Elmo lavoravano presso le miniere Mary Murphy, Teresa C., The Molly o Pioneer. La miniera Mary Murphy era la miniera più grande e di maggior successo dell'area. Da quest'ultima infatti furono estratti oltre 60.000.000 $ di oro quando era in funzione. Mentre le altre miniere alla fine si esaurirono, la miniera Mary Murphy rimase aperta fino a quando la ferrovia fu abbandonata nel 1922.
Una volta che l'industria mineraria terminò, la popolazione di St. Elmo diminuì drasticamente. I minatori si spostarono altrove per cercare oro e argento e anche il distretto degli affari di St. Elmo fu chiuso. Poche persone continuarono a vivere in città. Il servizio postale fu interrotto nel 1952 dopo la morte del direttore postale di St. Elmo.